# مگامیکس گریس
«مگامیکس گریس» تک‌آهنگی از هنرمند اهل ایالات متحده آمریکا جان تراولتا، الیویا نیوتن-جان است که در سال ۱۹۹۰ میلادی منتشر شد.